# Playboi Carti
Jordan Terrell Carter (Atlanta, 13 de setembro de 1996), mais conhecido como Playboi Carti, é um rapper, cantor, compositor e produtor musical americano.
Carti assinou inicialmente com o selo underground local Awful Records, gravadora em que fez ele chamar a atenção de muitas pessoas importantes, uma dessas pessoas foi o estilista e modelo Ian Connor que apresentou Carti ao A$AP Rocky, ponta que lhe fez assinar com o selo AWGE da ASAP Mob pela Interscope Records. Depois de ganhar um culto de seguidores e fãs no início de sua carreira, Carti ganhou a atenção do público em 2017.
A mixtape de estreia de Carti foi lançada em abril de 2017 e incluía os singles da Billboard Hot 100 "Magnolia" e "Woke Up Like This". Seu primeiro álbum de estúdio Die Lit (2018) alcançou a posição número 3 na Billboard 200 dos EUA. Após um hiato de dois anos com poucas músicas novas lançadas, o aguardado segundo álbum de Carti, Whole Lotta Red (2020), estreou no número 1 na Billboard 200 e se tornou seu primeiro lançamento no topo das paradas. O álbum foi totalmente abrasivo e experimental, com uma sonoridade diferente do seu primeiro projeto, o álbum surpreendeu muitos fãs. Apesar da reação extremamente polarizada pelo público geral no dia do lançamento, o álbum começou a ter uma crescente de popularidade muito alta alguns meses depois, recebendo aclamação e favoritismo de muitos com algumas músicas se tornando virais. Em Setembro de 2021, Carti iniciou a turnê promocional de Whole Lotta Red, a King Vamp Tour, que passou por diversos países incluindo o Brasil. O álbum foi eleito o melhor álbum de 2021 pelo jornal americano The Washington Post e melhor álbum de hip hop de 2021 pela revista Rolling Stone

## Início da vida
Jordan Terrell Carter nasceu em Riverdale, Geórgia, cresceu em Fairburn, Geórgia. Em uma entrevista ao Complex em 2016, ele afirmou: "Minha mãe não poderia me dizer nada. Ninguém poderia me dizer merda nenhuma." Esse tipo de estilo de vida influenciou Carti a se meter em problemas quando jovem e se afastar da ideia de buscar um nível mais alto de educação após o ensino médio. Ele estudou na North Springs Charter High School em Sandy Springs. Antes do rap, Carti queria se tornar uma estrela da NBA para tentar fazer algo por si mesmo. Em entrevista ao The Fader, ele disse: "Eu não ia ao treino. Essa foi a época que eu estava realmente esquivando da escola e era tudo aro e sem rap. Eu fumava antes do treino, entrava na quadra e largava 30." Ele parou de jogar basquete depois de um desentendimento com seu treinador e, em seguida, dedicou seu tempo à música. Faltava às aulas do ensino médio regularmente para trabalhar em sua música ou ir para seu trabalho na H&M, o que levou Carti a mal se formar no ensino médio. Em uma entrevista ao The Fader, ele disse: "Eu estava na aula com calouros terminando o trabalho, e se eu terminasse as nove tarefas antes deste tempo eu poderia me formar." Ele estava tão perto de não se formar que ninguém apareceu na sua formatura, porque eles não sabiam se realmente iria acontecer.  Ele odiava a ideia de ser um rapper que trabalhava na H&M, então ele tomou a decisão de desistir.
Carti fez compras em brechós em sua juventude, algo que teve um efeito em sua moda e estilo musical.

## Carreira

### 2011-2016: Início da Carreira
Carti começou a fazer rap muito cedo sob o nome de Sir Cartier em 2011 e logo depois mudou-o para Playboi Carti em 2013. Em 2011, começou a fazer upload de suas músicas no SoundCloud. Em 2014, depois de conhecer o produtor Ethereal, juntou-se à Awful Records. Carti credita Ethereal a ajudá-lo a encontrar seu som. Uma vez que Carti escolheu seguir a música em tempo integral, ele tomou a decisão de se mudar para Nova York com alguma família. Enquanto estava em Nova York, Carti ficou na casa do seu traficante de drogas, e membros da ASAP Mob frequentavam a casa. Carti acabou por se encontrar com ASAP Bari, que eventualmente o apresentou à ASAP Rocky. Carti então decidiu ir para o Texas com Rocky. Ele começou a chamar a atenção em 2015 com seus singles "Broke Boi" e "Fetti" com Da$h e Maxo Kream, ambos publicados no SoundCloud. Nessa época, Carti frequentemente colaborava com artistas da cena underground do rap de Atlanta, incluindo seu primo UnoTheActivist, Thouxanbanfauni, Yung Bans, Lil Yachty, Ethereal, e os produtores MexikoDro, e ICYTWAT. Ele saiu em turnê com a ASAP Ferg e Lil Uzi Vert, e assinou um contrato com a Interscope Records.
Em 2016, ele foi destaque no single "Telephone Calls" do álbum Cozy Tapes Vol. 1: Friends. No mesmo ano, Carti assinou com a gravadora AWGE da A$AP Mob.

### 2017–2018:Playboi Carti e Die Lit
Carti lançou sua mixtape de estreia auto intitulado Playboi Carti, em 14 de Abril de 2017. O lançamento ganhou a atenção de várias portais musicais, incluindo XXL, Pitchfork e PopMatters, e alcançou o nº 12 no Billboard 200. A mixtape deu origem a dois singles de sucesso: "Magnolia", que atingiu o número 29 no Billboard Hot 100, e "wokeuplikethis*" com Lil Uzi Vert, que atingiu o número 76. Acompanhando o lançamento da mixtape, Carti embarcou em turnê com Gucci Mane e Dreezy. Nessa época, ele foi destaque no single de Lana Del Rey, "Summer Bummer" de seu álbum Lust for Life.
Em 11 de maio de 2018, Carti lançou de surpresa seu primeiro álbum Die Lit, trazendo inúmeras colaborações dentre elas com Nicki Minaj, Travis Scott, Young Thug, Bryson Tiller, Lil Uzi Vert, Gunna, Skepta e dentre outros rappers, alcançando o número 3 na Billboard 200 dos EUA. Meses depois, em agosto de 2018, Carti anunciou seu segundo álbum de estúdio: Whole Lotta Red.

### 2019–2025:Whole Lotta Red
Carti começou a trabalhar em seu segundo álbum Whole Lotta Red no final de 2018. Nos dois anos seguintes, muitas das músicas de Carti vazaram na internet e acumularam dezenas de milhões de streams. Ele não lançou nenhuma música original, em vez disso fez participações em diversos singles, incluindo "Baguettes in the Face" com NAV e A Boogie wit da Hoodie do álbum de DJ Mustard e "Earfquake" de Tyler the Creator.
Após um hiato de dois anos com poucas músicas novas lançadas, em abril de 2020 Carti lançou sua primeira música nova desde 2018, "@ Meh", que alcançou o número 35 no Hot 100. No mês seguinte, ele foi destaque no single "Pain 1993" de Drake, que estreou em número 7 na Billboard Hot 100 e se tornou o primeiro top dez de Carti no gráfico. Em 23 de novembro de 2020, Carti anunciou que Whole Lotta Red estava completo e havia sido enviado à sua gravadora. No Dia de Ação de Graças de 2020, Carti foi destaque na versão deluxe do álbum de Lil Yachty, Lil Boat 3.5, na música "Flex Up" com Future. No mês seguinte, o comentarista de hip-hop DJ Akademiks anunciou que Whole Lotta Red estava programado para ser lançado no mesmo dia que o Natal. Carti confirmou a data de lançamento para o Natal em 21 de dezembro de 2020. Em 25 de dezembro de 2020, Carti lançou o seu segundo álbum de estúdio Whole Lotta Red. Ele estreou no número um na Billboard 200 dos EUA, tornando-se o primeiro lançamento no topo das paradas de Carti. O álbum foi eleito o melhor álbum de 2021 pela Rolling Stone e o melhor álbum de hip hop de 2021 pelo jornal americano The Washington Post.
Em agosto de 2021, Playboi Carti foi destaque nas músicas "Off the Grid", "Junya" e "Junya, Pt. 2" no álbum Donda de Kanye West.

### Modelagem
O estilo de moda de Carti é uma das principais características de sua imagem pública. A GQ definiu Carti como o "líder de um estilo jovem", e disse que ele representa um ponto médio estilístico entre, o "brilho da moda da A$AP Mob, a atitude punk-rock de Lil Uzi Vert, e o estilo brincalhão de Lil Yachty"
O designer favorito de Carti é Raf Simons e a grife favorita é Balmain. Carter conheceu Simons em um desfile de moda em Nova York. Carti participou da música "RAF" da A$AP Mob, que foi dedicada a Raf Simons. O videoclipe da canção incluiu Carti, A$AP Rocky e Quavo vestindo roupas raras projetadas por Raf Simons.
Carter já foi modelo inúmeras vezes, incluindo para a Louis Vuitton, Yeezy Season 5 de Kanye West, VFiles, e para o Lookbook da OVO de Drake, ao lado de Ian Connor e John Ross. Carti considera Kanye West e A$AP Rocky inspirações para seu estilo de moda.

## Estilo musical
Carter foi descrito como um "mumble rapper" e a sua música como "brincalhona, contundente, e muito melódica". Complex chamou seu estilo de rap de "sobressalente e repetitivo, mais preocupado com frases fluidas e cativantes". Briana Younger da Pitchfork disse que "a música de Carti é menos sobre lirismo e mais sobre atmosfera", continuando a dizer que "o que quer que Carti lhe falte em substância, ele traz em pura audácia".
Carti é conhecido por sua técnica de "voz de bebê", caracterizada pela sua voz que atinge alturas elevadas com pronúncias pouco claras e cadências frenéticas. Ele usou essa técnica em canções populares como "SRT" com Lil Uzi Vert , "Earfquake" com Tyler, The Creator, e "Pissy Pamper" com Young Nudy e Pi'erre Bourne
Ele usa imagens satânicas. Seu estilo é influenciado por filmes de vampiros. Lil Wayne o inspirou a fazer todo o seu rap.  Ele é influenciado por A$AP Rocky, Kanye West e Jay-Z. Carti é conhecido por sua persona de estrela do rock. Suas canções são muitas vezes sobre contos de sexo e drogas.

## Vida pessoal
Em 2017, ele namorou brevemente a modelo americana Blac Chyna. Em 2018, Carti se envolveu romanticamente com Rubi Rose, uma modelo e rapper que ganhou fama depois de aparecer no videoclipe de Bad and Boujee do Migos. Ele supostamente atirou em Rose depois que ela escondeu seus telefones antes de um vôo. Eles terminaram depois que Carti a traiu com Blac Chyna. Mais tarde naquele ano, Carti começou a namorar com a rapper australiana Iggy Azalea. O TMZ informou que Azalea deu à luz ao primeiro filho de Carti. Azalea revelou que o nome do seu filho era Onyx Kelly. Eles supostamente teriam se separado em dezembro de 2019. Em 2020, Azalea revelou que Carti perdeu o nascimento de seu filho e se recusou a assinar a certidão de nascimento de seu filho, preferindo ficar na Filadélfia e jogar videogames em um PlayStation 5 com o rapper Lil Uzi Vert. Ela também revelou em 2020 que ele a traiu com uma modelo do Instagram, Brandi Marion. Carti tem asma.

### Questões legais
Carti deu um soco em um motorista em Gretna, Escócia, durante sua turnê em fevereiro de 2018. Ele foi posteriormente multado em 800 libras após um julgamento.
Em abril de 2020, Carter foi preso por acusações relacionadas a armas e drogas no Condado de Clayton, Geórgia. Depois que Carter foi parado pela polícia por ter uma etiqueta vencida em seu Lamborghini, as autoridades encontraram 12 sacos de maconha, três armas, Xanax, codeína e oxicodona. Depois de uma briga entre Carter e a polícia, ele e outro homem chamado Jaylon Tucker foram presos e levados para a prisão do condado de Clayton. Carter foi acusado de marcas vencidas, porte de maconha e ultrapassagem indevida de um veículo de emergência.  Na manhã seguinte, Carter foi libertado sob fiança.
Foi relatado em 14 de fevereiro de 2023 que Carter foi preso em 29 de dezembro de 2022 sob a acusação de agressão após supostamente sufocar sua namorada, que estava grávida de 14 semanas. Carter foi libertado sob fiança um dia após sua prisão.

## Discografia

### Álbuns de estúdio
- Die Lit (2018)
- Whole Lotta Red (2020)
- Music (2025)